# تریپولیتانیا

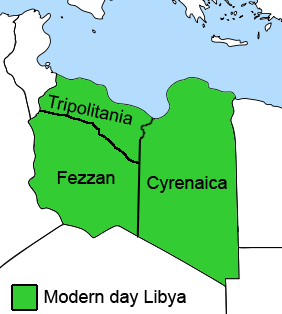
نقشه تریپولیتانیا (طرابلسیه) در نقشه لیبی امروزی.

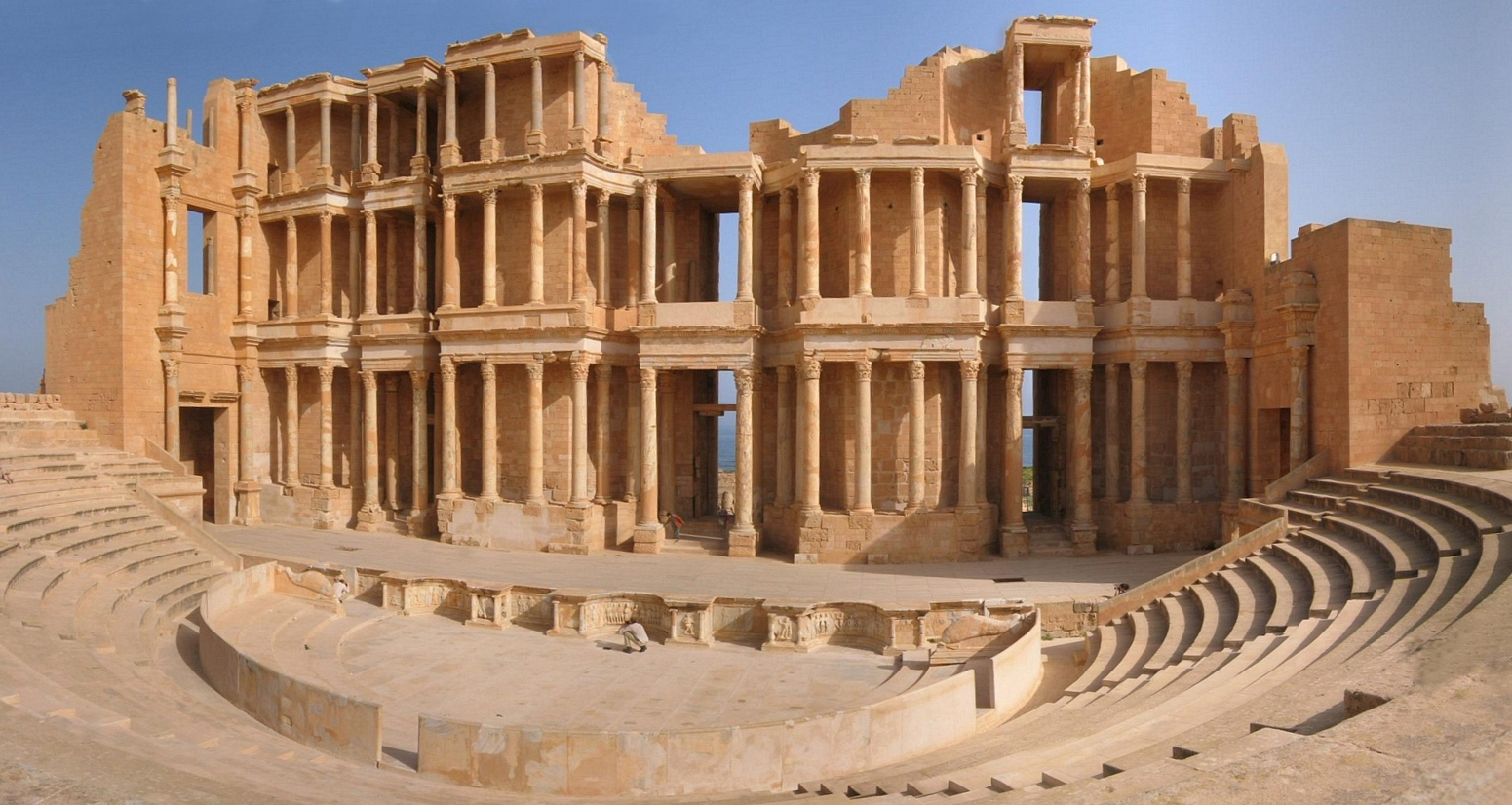
تئاتر سابراتا.

تریپولیتانیا (Tripolitania) یا اقلیم طِرابْلُس منطقه‌ای تاریخی در شمال آفریقا، تقریباً در شمال غربی لیبی امروزی بود. این منطقه در ابتدا تریپولیتانا (Tripolitana) نام داشت که بعد یک «ی» نیز در نام آن افزوده شد. نام تریپولیتانیا از واژه یونانی تریپولیس (به معنی سه شهر) گرفته شده و معنای تریپولیتانیا «سه‌شهرستان» است.
سه شهر که نام تریپولیتانیا از آنها گرفته شده‌است عبارتند از:
- سابراتا
- اویا (طرابلس کنونی)
- لپکیس ماگنا، که امروزه در واقع به اشتباه لپتیس ماگنا نیز نامیده می‌شود.

باد شمالی که در سراسر دریای مدیترانه غلبه می‌کند، ابرهایی را به همراه می‌آورد که در زمستان بر فراز کوه‌های نفوسا باران می‌بارند؛ پیش از اینکه از طریق خشک‌رودها به سمت ساحل جاری شوند. به دلیل بارندگی‌ها، این منطقه بسیار حاصلخیز بود، به طوری که سه شهر که زمانی توسط فنیقی‌ها تأسیس شده بودند، بسیار ثروتمند شدند.
این منطقه به‌طور پیاپی بخشی از امپراتوری کارتاژ، پادشاهی نومیدی ماسینیسا و پس از حدود ۱۱۰ قبل از میلاد جزو استان رومی آفریقا بود. تریپولیتانیا در اواخر دوره باستان به یک استان رومی مستقل تبدیل شد.
دفاع از منطقه بیابانی باز در برابر گَرامه‌ای‌ها دشواری‌هایی را برای لژیون سوم آگوستا به همراه داشت. تا این که امپراتور روم سپتیمیوس سوروس (۱۹۳–۲۱۱) راه حلی قطعی پیدا کرد: مرز دفاعی طرابلس، سه قلعه در غدامس،  قریه الغربیه و بونجم که می‌توانست با استفاده از بخش عظیمی از منطقه نیمه‌بیابانی مجاور تغذیه شود. اگرچه این قلعه‌ها پس از بیش از نیم قرن متروک شدند، مزارع دارای حصار برای سده‌ها مورد استفاده قرار گرفتند.
مرز دفاعی طرابلس بحران قرن سوم، دومیناته (زمانی که طرابلس برای اولین بار به یک استان مستقل تبدیل شد)، حکومت وندال‌ها و ظهور اسلام راز از سر گذراند و سالم ماند. شریف ادریسی تاریخ تخریب آبراهه‌های آن را قرن یازدهم می‌داند.
در ۲۴ دسامبر ۱۹۵۱، طرابلس با فزان و برقه متحد شد تا پادشاهی مستقل لیبی را تشکیل دهد.